# Jan Pusty
Jan Pusty (Polonia, 3 de junio de 1952) es un atleta polaco retirado especializado en la prueba de 110 m vallas, en la que consiguió ser subcampeón europeo en 1978.

## Carrera deportiva
En el Campeonato Europeo de Atletismo de 1978 ganó la medalla de plata en los 110 m vallas, con un tiempo de 13.55 segundos, llegando a meta tras el alemán Thomas Munkelt (oro con 13.54 s) y por delante del finlandés Arto Bryggare (bronce con 13.56 s).